# Acer interior
Acer interior é uma espécie de árvore do gênero Acer, pertencente à família Aceraceae.